# Mossyrock
Mossyrock – miasto w Stanach Zjednoczonych, w stanie Waszyngton, w hrabstwie Lewis.